# SPOT
Pour les articles homonymes, voir spot.

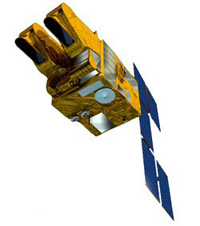
Le satellite SPOT-5.

SPOT (Système probatoire d’observation de la Terre ou Satellite pour l’observation de la Terre) est une famille de satellites de télédétection français civils d’observation de la Terre. Les cinq premiers exemplaires sont développés par le CNES et lancés entre 1986 et 2002. Les deux derniers exemplaires sont développés par Airbus Defence and Space et sont lancés en 2012 et 2014, en parallèle des satellites Pléiades du CNES. Les images fournies par les satellites sont commercialisées par Airbus DS Geo. En 2021, le CNES libère 19 millions d'images produites par les satellites Spot 1 à 5 entre 1986 et 2015 sous la licence ouverte via le programme Spot World Heritage.

## Historique
Les années 1970 voient l'émergence de familles de satellites de télédétection dans les puissances spatiales (Landsat pour les États-Unis, Meteor pour l'URSS, Bhaskara pour l'Inde). La France commence une réflexion similaire dès 1973 à travers le Groupement pour le développement de la télédétection aérospatiale (GDTA), mené par le CNES et l'IGN, et comportant d'autres acteurs tels que le Bureau de recherches géologiques et minières (BRGM), l’Institut français du pétrole (IFP) ou le Bureau du développement de la production agricole (BDPA).
En 1976, Yves Sillard prend la direction du CNES et décide de lancer un grand programme de satellites qui devra être lancé avec la prochaine fusée développé par la France: Ariane. S'appuyant sur les résultats de quelques expérimentations de télédétection aéroportée effectués par le CNES et l'IGN, Yves Sillard charge le Centre spatial de Toulouse de livrer le projet SPOT et recherche des partenaires européens. Seules la Belgique et la Suède répondent à cet appel, mais cela suffit à alléger les coûts financiers du programme et l'ancrer à l'international.
Le programme est officiellement décidé le 19 septembre 1977 lors d’un comité interministériel sur l’espace. Il est composé d’une série de satellites et d’infrastructures terrestres pour leur contrôle et programmation, ainsi que pour la production des images. Au cours du mois d'octobre 1978, des échanges entre le CNES et l'Agence spatiale suédoise établissent la mise à disposition par la Suède des infrastructures d'Esrange près de Kiruna et l'utilisation exclusivement pacifique de ce programme par la France, qui devra se conformer à la Convention sur l’immatriculation des objets lancés dans l’espace extra-atmosphérique du 14 janvier 1975.
Les satellites de la première série sont réalisés par Matra (devenu EADS Astrium Satellites puis la division Space Systems de Airbus DS), avec Aérospatiale/Satellites (devenu depuis Thales Alenia Space) et s'appuie sur les travaux du programme SAMRO, projet abandonné de satelites de reconnaissance. Un des grands atouts du système SPOT est sa capacité de dépointage de son instrument imageur principal de part et d'autre de la trace au sol du satellite, de +31,06° à -31,06°. Ceci lui confère une très grande flexibilité d'acquisition, en ramenant notamment la répétitivité d'acquisition (fréquence temporelle ou fréquence de revisite) à 2-3 jours.
- Orbite : quasi-polaire, circulaire, héliosynchrone et phasée.
- Altitude : 832 km.
- Période de révolution : 101 minutes.
- Durée d'un cycle : 26 jours (couverture complète de la terre en 369 révolutions).
- Fauchée : 60 km.

Les images SPOT sont commercialisées par une société spécialement créée en 1982 à cet usage: Spot Image (aujourd'hui Airbus DS Geo, filiale d'Airbus Defence and Space depuis son rachat par EADS Astrium en 2008).
SPOT-1 s'illustre par la diffusion, peu après son lancement en 1986, des premières images publiques de la catastrophe de Tchernobyl. Le 4e exemplaire s'illustre à son tour en étant le premier satellite à photographier les attentats du 11 septembre 2001, moins de 3 heures après.

## Segment spatial

Altitude moyenne des sept satellites SPOT entre 1986 et 2021. Les lancements et désorbitations des satellites en fin de vie sont particulièrement visibles.

Sept satellites ont été lancés entre 1986 et 2014. Les cinq premiers lancés régulièrement (tous les 5 ans environ) entre 1986 et 2002, représentant les 3 premières générations de SPOT, conçus et financés par le CNES, et présentant de grandes similitudes techniques et orbitales (altitude moyenne autour de 825 km). La quatrième et dernière génération a vu le lancement des deux derniers exemplaires en 2012 et 2014, financés par Spot Image et conçus par Astrium Satellites, qui se différencient des générations précédentes sur l'aspect technique et les paramètres orbitaux (altitude moyenne autour de 697 km, partagée avec les satellites Pléiades du CNES). Tous partagent cependant le même type d'orbite et la même fauchée.
| Satellite        | Date lancement    | Lanceur  | Identifiant COSPAR | Fin de mission | Durée mission   | Résolution                                                                                          | Instruments                        | Spectres                                               | Altitude mission | Altitude actuelle | Statut         |
| ---------------- | ----------------- | -------- | ------------------ | -------------- | --------------- | --------------------------------------------------------------------------------------------------- | ---------------------------------- | ------------------------------------------------------ | ---------------- | ----------------- | -------------- |
| SPOT-1           | 22 février 1986   | Ariane 1 | 1986-019A          | novembre 2003  | 17 ans, 9 mois  | 10 m (panchromatique) 20 m (multispectral)                                                          | HRV1, HRV2                         | visible vert, rouge proche infrarouge                  | 825 km           | 676 km            | Désorbité      |
| SPOT-2           | 22 janvier 1990   | Ariane 4 | 1990-005A          | juillet 2009   | 19 ans, 6 mois  | 10 m (panchromatique) 20 m (multispectral)                                                          | HRV1, HRV2                         | visible vert, rouge proche infrarouge                  | 825 km           | 671 km            | Désorbité      |
| SPOT-3           | 26 septembre 1993 | Ariane 4 | 1993-061A          | novembre 1996  | 3 ans, 2 mois   | 10 m (panchromatique) 20 m (multispectral)                                                          | HRV1, HRV2                         | visible vert, rouge proche infrarouge                  | 825 km           | 827 km            | Contrôle perdu |
| SPOT-4           | 23 mars 1998      | Ariane 4 | 1998-017A          | juillet 2013   | 15 ans, 3 mois  | 10 m (panchromatique) 20 m (multispectral)                                                          | HRVIR1, HRVIR2 VEGETATION-1 PASTEL | visible vert, rouge proche infrarouge moyen infrarouge | 825 km           | 714 km            | Désorbité      |
| SPOT-5           | 3 mai 2002        | Ariane 4 | 2002-021A          | mars 2015      | 12 ans, 10 mois | 2,5 m (super-mode panchromatique) 5 m (panchromatique) 10 m (multispectral) 20 m (moyen infrarouge) | HRG1, HRG2 VEGETATION-2            | visible vert, rouge proche infrarouge moyen infrarouge | 825 km           | 719 km            | Désorbité      |
| SPOT-6           | 9 septembre 2012  | PSLV     | 2012-047A          | Opérationnel   | Opérationnel    | 1,5 m (panchromatique) 6 m (multispectral)                                                          | NAOMI1, NAOMI2                     | visible bleu, vert, rouge proche infrarouge            | 697 km           | 697 km            | Opérationnel   |
| SPOT-7 (Azersky) | 30 juin 2014      | PSLV     | 2014-034A          | mars 2023      | 8 ans, 9 mois   | 1,5 m (panchromatique) 6 m (multispectral)                                                          | NAOMI1, NAOMI2                     | visible bleu, vert, rouge proche infrarouge            | 697 km           | 697 km            | Contrôle perdu |

### 1regénération: SPOT-1, 2, 3

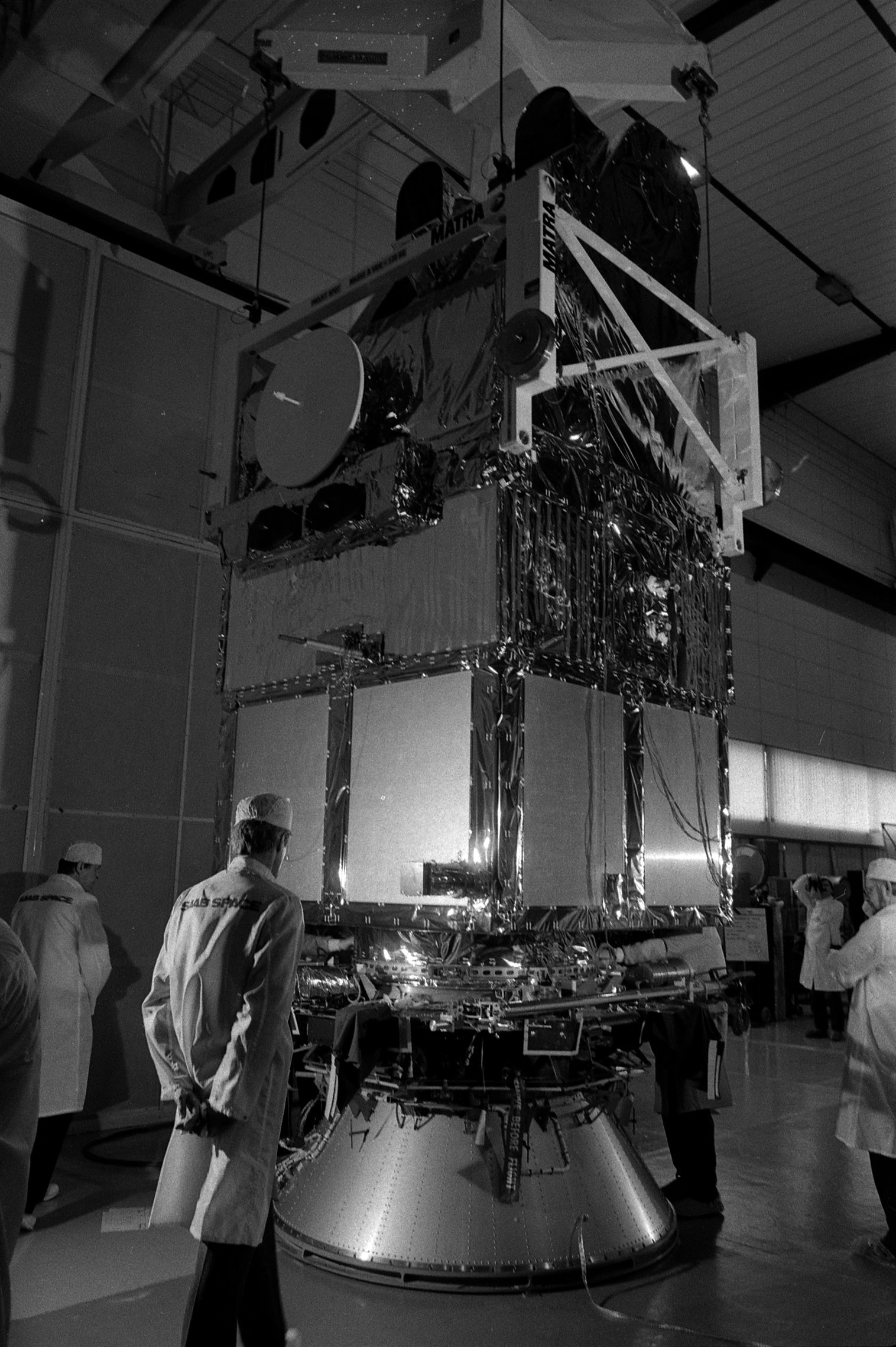
Présentation de SPOT-1 au Centre spatial de Toulouse le 11 mars 1985.

- Résolution des images par instrument HRV (haute résolution visible), il y a deux instruments par satellite (HRV1 et HRV2) :
  - 10 mètres en panchromatique (canal couvrant le domaine visible du spectre électromagnétique : 0,50–0,73 μm).
  - 20 mètres en multispectral :
    - Bande 1 : vert (0,50–0,59 μm).
    - Bande 2 : rouge (0,61–0,68 μm).
    - Bande 3 : proche infrarouge (0,78–0,89 μm).
- Lancement :
  - SPOT-1, lancé le 22 février 1986 (Ariane 1). Il est déplacé vers une orbite plus basse en 2003[6].
  - SPOT-2, lancé le 22 janvier 1990 (Ariane 4). Prévu pour une durée de vie de 3 ans, il fonctionne presque 20 ans et acquis 6,5 millions d'images couvrant 23,4 milliards de kilomètres carrés. Comme pour SPOT-1, une manœuvre de désorbitation est effectuée en juillet 2009, utilisant le reste de l'hydrazine du système de contrôle d'attitude et d'orbite, le plaçant sur une orbite de 600 km de périgée. Il se désintègrera dans l'atmosphère 25 ans plus tard environ, au lieu de 200 ans si cette manœuvre n'avait pu être effectuée[7].
  - SPOT-3, lancé le 26 septembre 1993 (Ariane 4), fin de fonctionnement en novembre 1996 à la suite d'une anomalie d'un gyroscope, conduisant le satellite à une rotation incontrôlée qui aura pour conséquence de vider les batteries.

### 2egénération: SPOT-4
Conçu en synergie avec Helios 1.
- SPOT-4 effectue un cycle de 369 orbites en 26 jours sur une orbite héliosynchrone quasi-polaire; le nœud ascendant est à 22 h 30[8].
- Résolution des images de l’instrument HR VIR (haute résolution visible et infra-rouge), il y a deux instruments identiques :
  - 10 mètres en panchromatique (0,51-0,73 µm).
  - 20 mètres en multispectral :
    - Bande 1 : vert (0,50–0,59 μm).
    - Bande 2 : rouge (0,61–0,68 μm).
    - Bande 3 : proche infrarouge (0,78–0,89 μm).
    - Bande 4 : moyen infrarouge (MIR) (1,58–1,75 μm).
- Passager :
  - PASTEL (PAssager SPOT de Télécommunication Laser), un des deux terminaux optiques constitutifs du système de communication spatiale SILEX (Semi conductor Intersatellite Link EXperiment).
  - VEGETATION-1[9], réalisé par Aérospatiale dans l'établissement de Cannes, est constitué d'un système imageur fonctionnant dans les 4 bandes spectrales. Il utilise des optiques télécentriques assurant une résolution spatiale de l’ordre de 1 km pour une couverture au sol de 2 250 km de large et une répétitivité quotidienne aux latitudes tempérées.
- Lancement, désorbitation :
  - SPOT-4 est lancé le 23 mars 1998 (Ariane 40, vol 107). Son exploitation s'achève en janvier 2013. De février à fin mai 2013, SPOT-4 est utilisé par le CNES pour réaliser une répétition du mode de fonctionnement opérationnel du satellite Sentinel-2 de l'Agence spatiale européenne (ESA) qui doit être lancé 18 mois plus tard[10]. Finalement, SPOT-4 est désorbité au cours de l'été 2013.

### 3egénération: SPOT-5
Conçu en synergie avec Helios 2.
- Résolution des images de l’instrument HRG (haute résolution géométrique), il y a deux instruments identiques :

L'innovation de SPOT-5 est l’introduction du Super-Mode qui permet la création d’une image à 2,5 mètres de résolution à partir de deux images à 5 mètres acquises simultanément avec un demi-pixel de décalage. Leur combinaison est réalisée par des techniques de traitement et de restauration d'image avancées.
- - 2,5 mètres en super-mode panchromatique (0,48–0,71 μm).
  - 5 mètres en panchromatique (0,48–0,71 μm).
  - 10 mètres multispectral :
    - Bande 1 : vert (0,50–0,59 μm).
    - Bande 2 : rouge (0,61–0,68 μm).
    - Bande 3 : proche infrarouge (0,78–0,89 μm).
    - Bande 4 : moyen infrarouge (MIR) (1,58–1,75 μm) à 20 m.
- Capacités d’acquisition de couples stéréoscopiques améliorées grâce à un instrument dédié nommé HRS (Haute Résolution Stéréoscopique)
- SPOT-5 porte également VEGETATION-2, successeur de VEGETATION-1 à bord de SPOT-4
- Lancement :
  - SPOT-5 est lancé le 3 mai 2002 (Ariane 42P, Vol 151) et son service commercial est arrêté le 29 mars 2015[1]. Tout comme son grand frère SPOT-4, des expériences sont menées jusqu'en septembre 2015 (projet Take 5). Il s'ensuit la phase de désorbitation où le périgée est baissé à 625 km. La passivation électrique est réalisée dans la foulée le 11 décembre 2015. Sa durée de rentrée atmosphérique est estimée à 54 ans.

### 4egénération: SPOT-6, 7
SPOT-6 et SPOT-7 forment une constellation de satellites d'observation de la Terre conçue pour assurer la continuité de la disponibilité des données haute résolution et large champ jusqu'en 2024. La réalisation de cette constellation de satellites est décidée en 2009 par EADS Astrium sur la base de l'analyse des besoins gouvernementaux pour ces données. Spot Image, filiale d'Astrium, porte l'investissement total et est propriétaire de l’ensemble du système (satellites et segments sols). En décembre 2014, Airbus annonce la vente de SPOT-7 à l'Azerbaïdjan, le satellite est alors renommé Azersky.
- L'architecture des satellites dérive de celle des Pléiades sans être identique, SPOT-6 est le premier satellite de la famille AS250.
- Architecture : double instrument optique sur l'axe central, un viseur d'étoiles à trois têtes, un gyroscope à fibre optique (FOG) et quatre roues de réaction gyroscopiques (Control Moment Gyroscopes).
- Orbite : SPOT-6 et SPOT-7 sont phasés sur la même orbite que Pléiades 1 et 2 à 694 km d'altitude.
- Résolution des images produites : 
  - Panchromatique : 1,5 m.
  - Couleurs : 1,5 m.
  - Multispectral : 6 m.
- Bandes spectrales, acquisitions simultanés panchromatique et multispectrales dans les fréquences suivantes :
  - Panchromatique  (0,455-0,745 µm).
  - Bande bleue (0,455-0,525 µm).
  - Bande verte  (0,530-0,590 µm).
  - Bande rouge (0,625-0,695 µm).
  - Bande proche infrarouge (0,760-0,890 µm).
- Emprise : 60 km sur 60 km.
- Programmation réactive : 6 plans de programmation par jour pour chaque satellite.
- Capacité d’acquisition : 3 millions de km² par jour et par satellite.
- Dates de lancement : SPOT-6 est lancé le 9 septembre 2012 par un lanceur PSLV indien et SPOT-7 est lancé le 30 juin 2014 également par un lanceur PSLV indien[1].
- Exploitation commerciale : celle de SPOT-7 est lancée dans le courant du 4e trimestre 2014[1].

Au début de 2015, l'IGN rend publique la carte du territoire métropolitain réalisée par le satellite SPOT-6 ; la résolution est de 1,5 mètre. Elle répond à des besoins bien particuliers liés à l'état d'avancement des grands chantiers d'infrastructures, d'aménagement du territoire ou du couvert forestier, par exemple.
Une perte de communication avec le satellite SPOT-7 (Azersky) depuis mars 2023 a mené à le déclarer hors service. Les services de renseignements chinois seraient impliqués dans cette arrêt de fonctionnement.

## Segment sol

### Stations de réception au sol
Quarante-trois stations terriennes sur les 5 continents.

## Applications

### Intérêts et utilisations des images SPOT

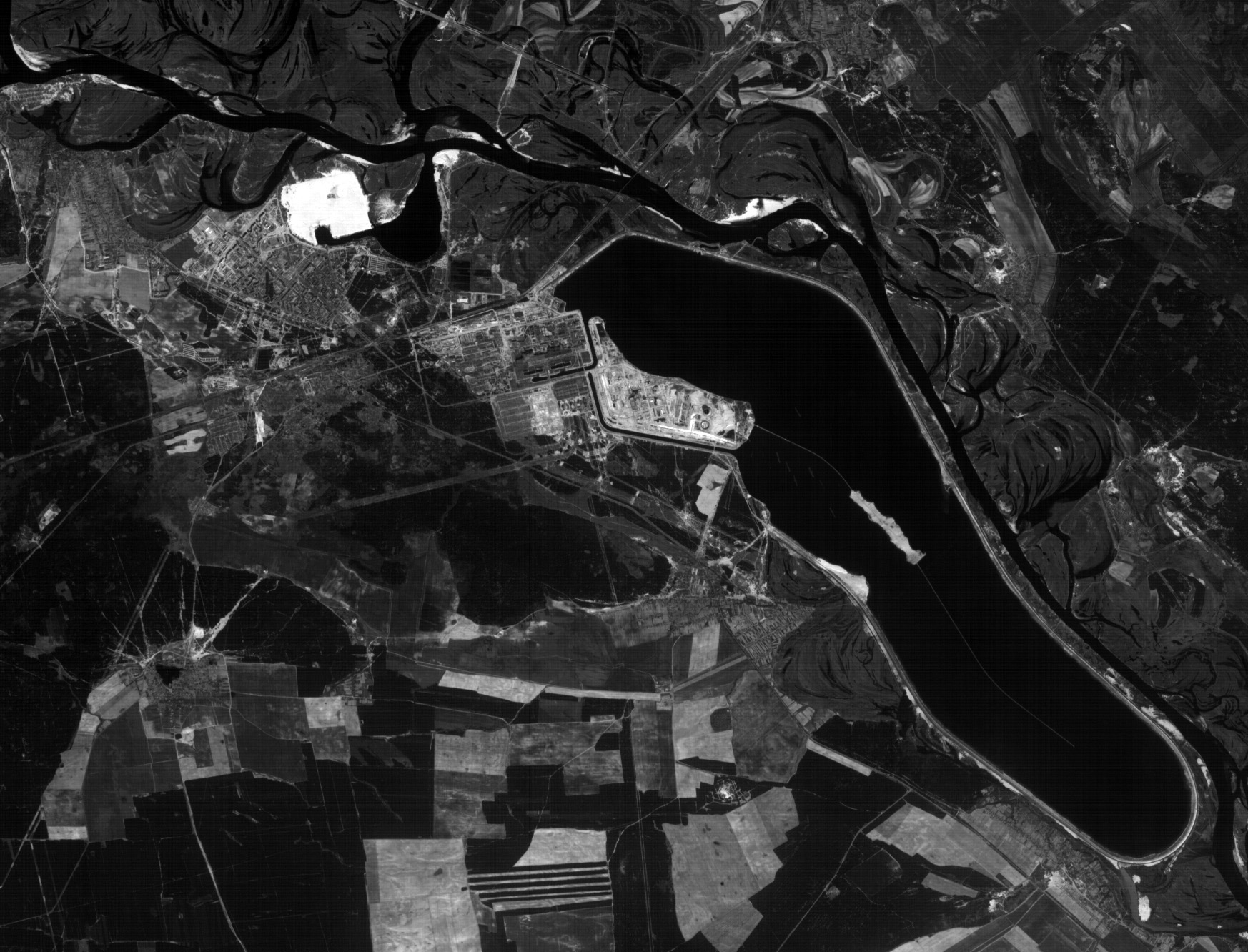
Tchernobyl vue le 1er mai 1986, première image SPOT commercialisée

Les images issues de la télédétection spatiale (SPOT ou autres satellites) présentent les avantages suivants : couverture mondiale, pouvoir de synthèse grâce à la dimension des surfaces couvertes, répétitivité.
Un des atouts de SPOT est sa banque d'images couvrant la planète depuis plus de 20 ans avec des capteurs similaires. Cette banque permet d'étudier facilement des phénomènes évoluant dans le temps et dans l'espace (déforestation, etc.).
Quelques exemples d’utilisation :
- Défense :
  - utilisation des images stéréoscopiques pour la réalisation de modèles numériques de terrain.
  - renseignement en temps de paix, sans violation de l'espace aérien de la zone observée.
  - utilisation de stations de réception mobiles pour alimenter le commandement sur le théâtre d’opération.
- Agriculture :
  - l'Union européenne utilise les images SPOT pour le contrôle des déclarations dans le cadre de la politique agricole commune (le capteur infrarouge permet l'identification des plantes et du stade de maturation).
  - évaluation des dégâts causés par des intempéries importantes (vent, grêle, etc.).
- Cartographie :
  - SPOT-5 et son capteur panchromatique (résolution de 5 m et 2,5 m en super-mode) permet la réalisation de cartes au 1:50 000.
- Suivi de l’environnement :
  - Les images du capteur VEGETATION sont utilisées pour suivre l'évolution des écosystèmes continentaux. En effet, par l'inversion de modèles de transfert radiatif qui reproduisent les interactions entre le rayonnement solaire et les différents éléments présents sur la surface continentale, on peut extraire de ces images les propriétés physiques des sols et de la végétation. Celles-ci sont représentées par des variables telles que la fraction du couvert végétal, l’indice de surface foliaire ou la fraction de rayonnement absorbé par les plantes pour la photosynthèse. Le Centre de Service POSTEL traite les images du capteur VEGETATION acquises depuis 1999 pour générer des séries pluri-annuelles de ces variables et les distribuer à la communauté scientifique pour des applications liées à la météorologie, à la climatologie, au cycle du carbone, au cycle de l’eau, à la prévision des récoltes[15].

### Diffusion des données SPOT
Le CNES et ses partenaires, à travers le pôle thématique Surfaces Continentales, mettent à disposition des données issues des missions SPOT.

#### Recherche
En 1994, le CNES lance le programme ISIS (« Incitation à l’utilisation scientifique des images Spot ») pour permettre aux chercheurs français d'acquérir les données Spot 1-5 à un tarif préférentiel, de l'ordre de quelques dizaines à centaines d'euros par scène, dans le cadre d'une utilisation purement scientifique ou visant à démontrer l'apport de l'imagerie spatiale pour la mise en œuvre du programme GMES. En 2017, le CNES lance le programme DINAMIS (« Dispositif Institutionnel National d’Approvisionnement Mutualisé en Imagerie Satellitaire ») avec cinq autres organismes (CNRS, IGN, INRAE, IRD, CIRAD) pour étendre cette initiative aux images des satellites Pléiades et Spot 6-7. DINAMIS prend le relais d'ISIS en 2018 et acte la gratuité des images Spot et Pléiades pour les scientifiques français.

#### Communauté du libre
En 2008, Spot Image importe environ 200 prises de vues sur la médiathèque Wikimedia Commons, permettant ainsi d'illustrer l'encyclopédie Wikipédia avec des images Spot. En 2010, l'entreprise se rapproche de la communauté du libre, en particulier de l'April et du projet OpenStreetMap (OSM), en vue de permettre la réutilisation des images Spot dans des projets libres. En janvier, des images Spot 5 sont mises à disposition des contributeurs OSM pour cartographier Haïti, durement touché par un séisme très meurtrier. En octobre, Spot Image noue un partenariat avec OSM autorisant ses contributeurs à utiliser les images Spot 5 pour cartographier la France métropolitaine, pendant une durée de 6 mois renouvelables,. Avec une résolution de 2,5 mètres, il s'agit alors de la meilleure source d'imagerie satellite disponible pour les contributeurs français, jusqu'à ce que Bing Cartes fasse de même le mois suivant au niveau mondial, rendant l’intérêt de Spot rapidement moindre pour OpenStreetMap.

#### SPOT World Heritage
À la suite des lancements des deux derniers satellites Spot 6 et 7, le CNES annonce en janvier 2014 la création du programme SPOT World Heritage,. Ce programme mené en partenariat avec Airbus DS Geo vise à rendre accessible au public l’ensemble des images utiles acquises par les satellites Spot 1 à 5 sur toute la planète de 1986 à 2015. Le site ouvre le 23 juin 2015 avec 15 000 images sur la France métropolitaine acquises entre 1998 et 2008, avec une clause d'utilisation non-commerciale. En 2020, la base contient plus de 17 millions d'images. À la suite de l'arrêt de la commercialisation des images Spot 1-5 par Airbus le 1er aout 2020, le CNES annonce en février 2021 l'ouverture prochaine de l'intégralité des images sous la licence ouverte (dite Etalab) via un nouveau catalogue en ligne permettant de consulter, rechercher et télécharger les images. Le nouveau site, basé sur le standard OAIS, ouvre le 17 juin 2021 avec plus de 19,3 millions d'images proposées au téléchargement. Les produits disponibles au téléchargement sont de type L1A (fichier GeoTIFF et métadonnées XML) avec correction radiométrique. Les produits de type L1C, en réflectance "Top of Atmosphere", comportant en plus des masques de détection nuageuse ou neigeuse, une orthorectification et des corrections géométriques, devant être disponibles plus tard. En septembre 2021, un nouveau site est mis en ligne pour appliquer facilement une projection cartographique aux images L1A afin de se rapprocher du format L1C des images Sentinel, ce nouveau format est appelé L2A.

### L'expérience TAKE5
A l'initiative du CESBIO, le CNES et l'Agence spatiale européenne (ESA) ont utilisé SPOT-4 et SPOT-5 lors de leur fin de vie respective comme simulateurs des séries temporelles de la mission Sentinel-2 de l'ESA,.